# 烏涅希奇河
54°16′23″N 16°12′33″E / 54.27306°N 16.20917°E
烏涅希奇河（波蘭語：Unieść）是波蘭的河流，位於該國西北部西波美拉尼亞省，處於夏努夫以西，河道全長26公里，流域面積228平方公里，最終注入亞姆諾湖。